# San Francisco (Falcón)
San Francisco is een gemeente in de Venezolaanse staat Falcón. De gemeente telt 11.700 inwoners. De hoofdplaats is Mirimire.